# Saint-Pierre-sur-Dives
Saint-Pierre-sur-Dives é uma ex-comuna francesa na região administrativa da Normandia, no departamento de Calvados. Estendeu-se por uma área de 9,67 km². Em 2010 a comuna tinha 7 831 habitantes (densidade: 809,8 hab./km²).
Em 1 de janeiro de 2017 foi fundida com as comunas de Boissey, Bretteville-sur-Dives, Hiéville, Mittois, Montviette, L'Oudon, Ouville-la-Bien-Tournée, Sainte-Marguerite-de-Viette, Saint-Georges-en-Auge, Thiéville, Vaudeloges e Vieux-Pont-en-Auge para a criação da nova comuna de Saint-Pierre-en-Auge.